# Моторный (Краснодарский край)
Моторный — посёлок в Ленинградском районе Краснодарского края Российской Федерации.
Входит в состав Уманского сельского поселения.

## География

### Улицы
- пер. Восточный,
- ул. Калинина,
- ул. Кирова.

## Население
| 2002 | 2010 |
| ---- | ---- |
| 113  | ↗117 |